# 長岡京市ふるさとガイドの会
NPO法人長岡京市ふるさとガイドの会（ながおかきょうし ふるさとガイドのかい）は、京都府長岡京市に拠点をおき、長岡天満宮・光明寺・乙訓寺・勝竜寺城公園・恵解山古墳公園など長岡京市にある名所旧跡を観光ガイド（現地への案内・説明）するなどのボランティア活動をする団体。

## 沿革
長岡京市ふるさとガイドの会は1997年に設立され、1999年にはガイドする人材を育成するための「ボランティアガイド養成講座」 の定期開催を始める。2000年には長岡京市教育委員会の監修のもとガイドブック「長岡京市の史跡を訪ねて」を出版し、2009年にその活動が認められ「京都府知事表彰」を受ける。2011年には幻であった長岡京の存在を発見確認した中山修一を記念する「中山修一記念館」の指定管理者となり来館者へのガイドを始め、2013年にはNPO法人（特定非営利活動法人）となる。2015年には京都府社会福祉大会のボランティア活動団体の部で「知事賞」受賞し、2022年には設立25周年を迎え記念行事を催行する。

## 活動内容
一般ガイドでは、長岡京市民や長岡京市を訪れた個人や団体に対して、希望に沿ったコースをガイド行っている。特に山崎の戦いで明智光秀の前線基地となった勝竜寺城公園では、定点ガイドと呼ぶ来城者に城内を案内し説明している。協力ガイドでは、行政機関や鉄道会社などが主催する観光事業に協力して、参加者にガイドしている。出前部会では、市内の学校や施設や会館などに出向いて長岡の歴史や史跡の紹介をしている。探訪部会では一般市民を対象にガイド付きウォーキングを定期開催している。講演部会やめじろ会では会員を対象とした生涯学習としての歴史学習会などを開催している。ガイド研修会では会員を対象にガイドするための基礎研修を行っている。広報部会では定期的な会報の制作発行やホームページの更新管理などを行っている。
理事長は第10代 横山高尚、会員は現在７0人余り、ガイド活動への参加者は年間延べ1万2千人余（ガイドや後援会等への参加者合計）で、長岡京市ふるさとガイドの会がガイドできる範囲は市内の50か所余りである。